# CRばくばくBANK
CRばくばくBANK（-ばくばくばんく）は、2001年3月にテクモ（現・コーエーテクモウェーブ）が開発し、マルホンが発売したCR機デジパチ。

## 特徴
- 女性銀行員が主人公。いわゆる萌え系のパチンコ機で、主人公のギンコが人気を集めた。また、実機に登場しないキャラクターの設定がある。
- 1/2確率変動タイプ。
- 絵柄は紙幣・貨幣をモチーフとしている。硬貨絵柄以外が確変絵柄。当時登場したばかりの弐千円札も絵柄にある。
- 液晶演出にギンコが仕事と遊びを繰り返す法則性があり、法則崩れで期待度がアップする。

## スペック
- 『CRばくばくBANK』（2001年3月）
  - 大当たり確率 1/318 確率変動中 1/60
  - 確率変動割合 50%（次回通常大当たりまで確率変動継続）
    - 確率変動絵柄 「千円札」、「弐千円札」、「五千円札」、「壱万円札」、「株券」、「小切手（ギンコ）」
    - 通常絵柄「1円玉」、「5円玉」、「10円玉」、「50円玉」、「100円玉」、「500円玉」

  - リミッターなし
  - 賞球数 5&15 大当たり15R10C

※大当たり確率はメーカー発表値

## 演出
- 「インフォメーションボード」のメッセージで期待度が変化する。
- すべり演出（「ギンコ両替演出」）は連続すると期待度がアップ。
- オヤジ群予告で赤い服は確率変動大当たり確定のプレミア演出。
- 「ノーマルリーチ」、「ロングリーチ」-即当たりのパターンもある。
- 「小人リーチ」-ギンコが眠ってしまうと夢の中で小人が登場し、大当たりを狙う。
- 「大金庫リーチ」-ギンコがチューリップ銀行の金庫をこじ開ける。
- 「株価変動リーチ」-画面に「株式速報」と表示され、発展。
- 「貯金箱リーチ」-ロングリーチの発展で、貯金箱が現れる。
- 「銀行強盗リーチ」-ギンコがパチンコで銀行強盗を撃退する。
- 「満期御礼リーチ」-全回転リーチ。いったんハズレ目停止から発展する。

## 登場人物
桃山　ギンコ（ももやま　ぎんこ）
主人公。チューリップ銀行に入社一年目の19歳。身長148cm、体重42kg。B83 W57 H84。誕生日3月3日、うお座。血液型 B型。玉星ヶ丘高校卒。あさひと水穂のトリオで「チューリップガールズ」を結成している。

## 未登場人物
夏草　あさひ（なつくさ　あさひ）
ギンコの同級生でチューリップ銀行の同期入社。18歳。身長153cm、体重40Kg。B78 W54 H81。誕生日3月31日、牡羊座。玉星ヶ丘高校卒。
藍ヶ咲 水穂（あいがさき　みずほ）
ギンコの先輩。20歳。身長161cm、体重45Kg。B88 W54 H86。誕生日8月11日、獅子座。玉星ヶ丘高校卒。

## 豆知識
- 『スイングゴルフ パンヤ』（2006年12月、テクモ、Wii版ゲームソフト）に本機の主人公、桃山ギンコが登場するとテクモより発表されており、ギンコがゴルフをするイラストも公開されている[1]。しかし、実際に発売されたソフトのマニュアルではギンコの記載はない。